# Son of a Gun (I Betcha Think This Song Is About You)
Son of a Gun (I Betcha Think This Song Is About You) is een nummer van de Amerikaanse zangeres Janet Jackson uit 2001, in samenwerking met de Amerikaanse zangeres Carly Simon en rapster Missy Elliott. Het is de derde en laatste single van All for You, het zevende studioalbum van Jackson.
Het nummer is gebaseerd op een sample uit You're So Vain (1972) van Carly Simon, die zelf ook meezingt op het nummer en enkele nieuwe vocalen heeft toegevoegd. "Son of a Gun" gaat over een onbekende man die probeerde geld van Jackson af te troggelen. De plaat werd in een aantal landen een (bescheiden) hit. Zo bereikte het de 28e positie in de Amerikaanse Billboard Hot 100. In de Nederlandse Top 40 bereikte het de 34e positie, en in de Vlaamse Ultratop 50 de 20e.